# Argyrogrammana praestigiosa
Argyrogrammana praestigiosa is een vlindersoort uit de familie van de prachtvlinders (Riodinidae), onderfamilie Riodininae.
Argyrogrammana praestigiosa werd in 1929 beschreven door Stichel.